# Leonardo Villanueva Meyer

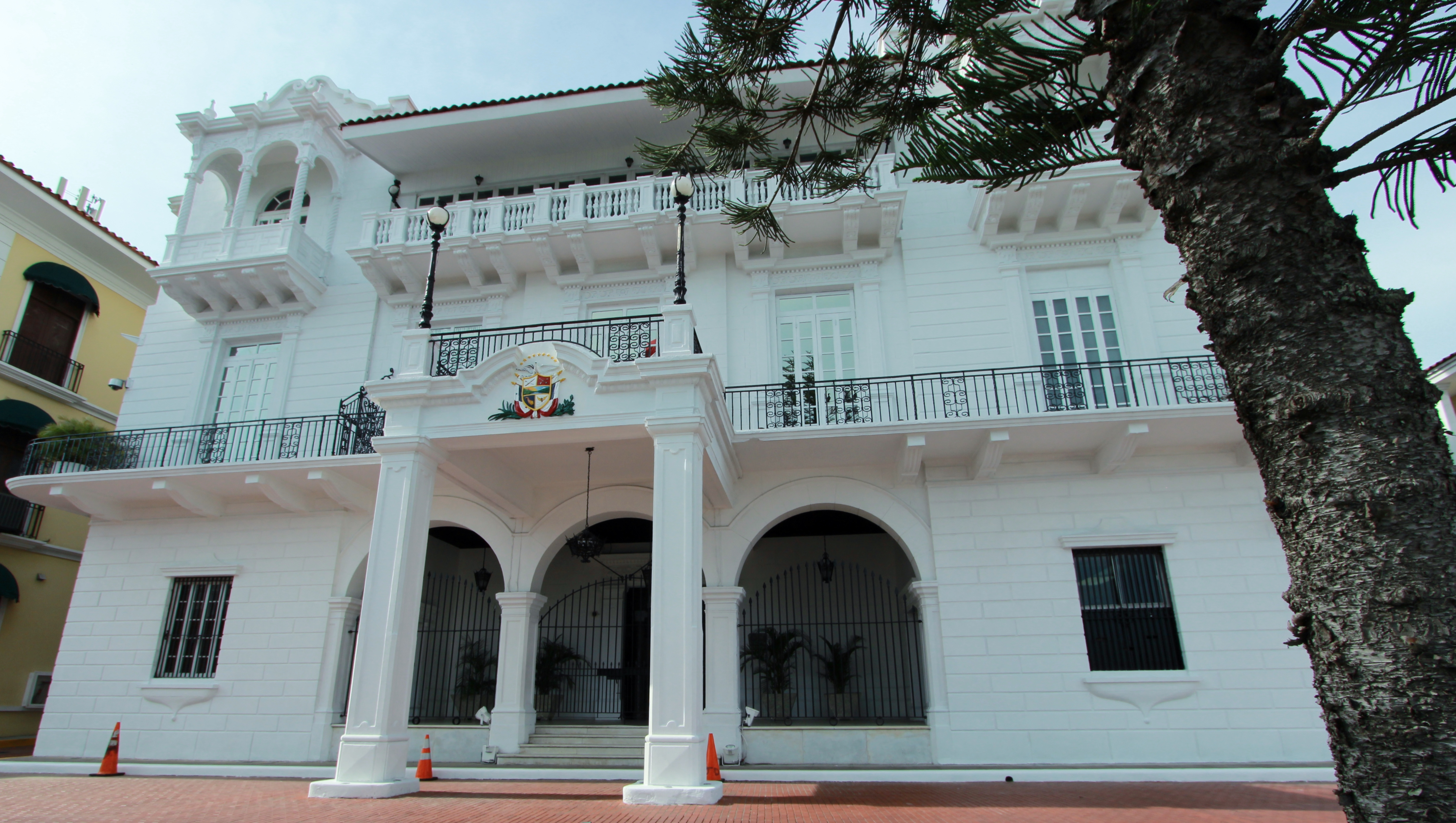
Palacio de Las Garzas

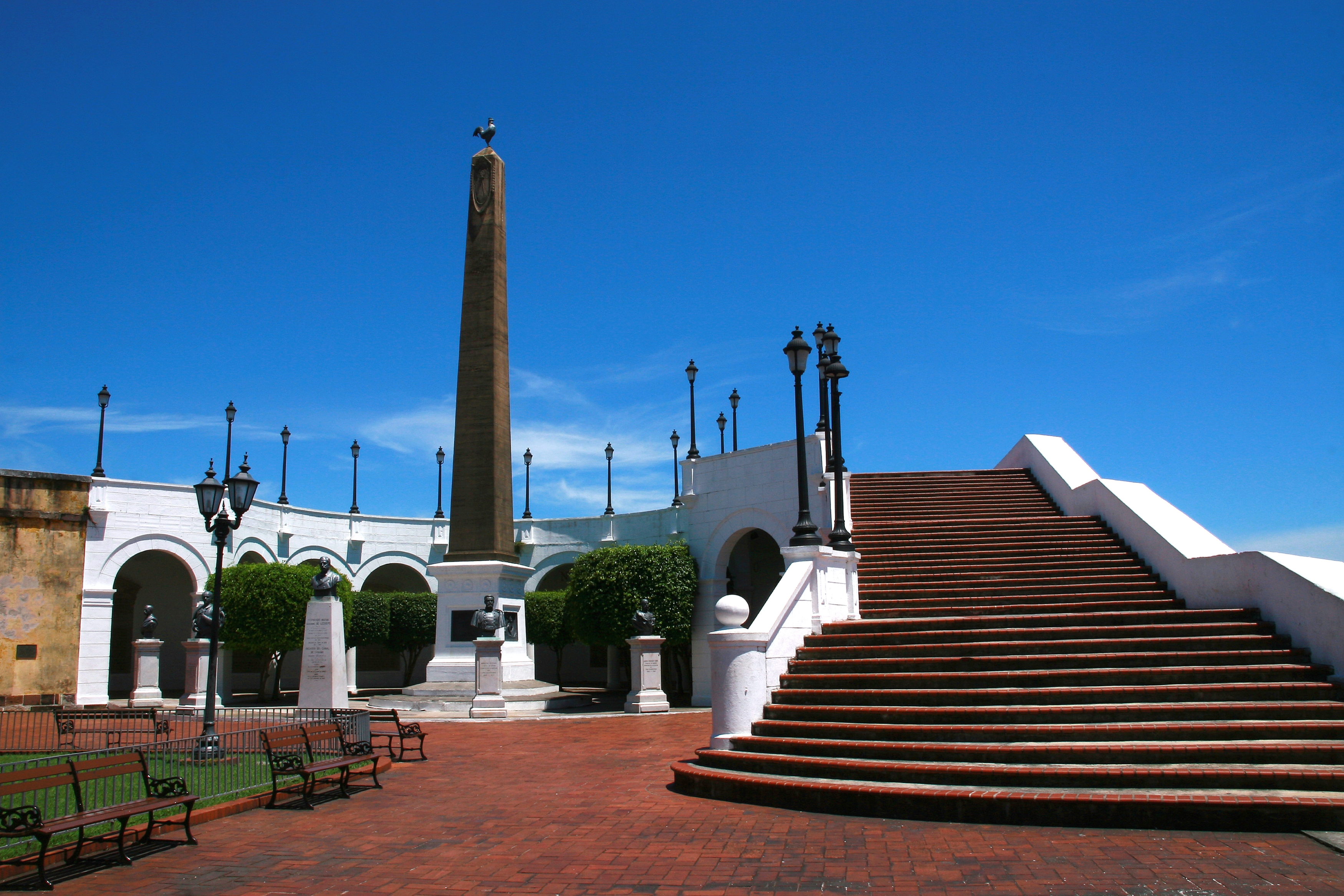
Plaza de Francia erbaut 1921

Leonardo Villanueva Meyer (* 9. Juli 1891 in Huaraz, Peru; † 31. Mai 1981 in Panama) war ein peruanischer Architekt, der einen Großteil seines Berufs als offizieller Architekt von Panama ausübte.

## Leben
Er war Absolvent der Escuela de Artes y Oficios de Lima und lebte seit 1921 in Panama. Er führte die Planung an den zahlreichen Arbeiten von Genaro Ruggieri errichteten Gebäuden durch.

## Werke
Er leistete einen Großteil seiner Arbeit während der Amtszeit von Präsident Belisario Porras. Seine bekanntesten Werke sind die Plaza de Francia, die Plaza de San Francisco und die Renovierung des Palacio de las Garzas. Er war nicht nur Architekt, sondern auch Lehrer an der School of Arts and Crafts in Panama.